# Статут львовских армян
Статут львовских армян (арм. Լվովի հայերի կանոնադրություն; 1519) — памятник средневекового права армянских общин Львова, Луцка, Снятына, Станислава, Тернополя и других городов Юго-Западной Руси входивших в состав Польского королевства. Декретами 1344 и 1356 польский король Казимир III Великий предоставил им судебное самоуправление, которым они пользовались до 1784 г.
Местные армянские суды на протяжении этого времени руководствовались сначала своим традиционным староармянским правом, то есть судебником Мхитара Гоша, а затем составленным на основе этого судебника Статутом львовских армян, который принял петркувский сейм 5 марта 1519 и утвердил польский король Сигизмунд I. Во второй половине XVI века к Статуту львовских армян был добавлен составленный во Львове «Порядок судов и дел армянского права», который регулировал вопросы судебного разбирательства.